# Philipp II. (Nassau-Saarbrücken)

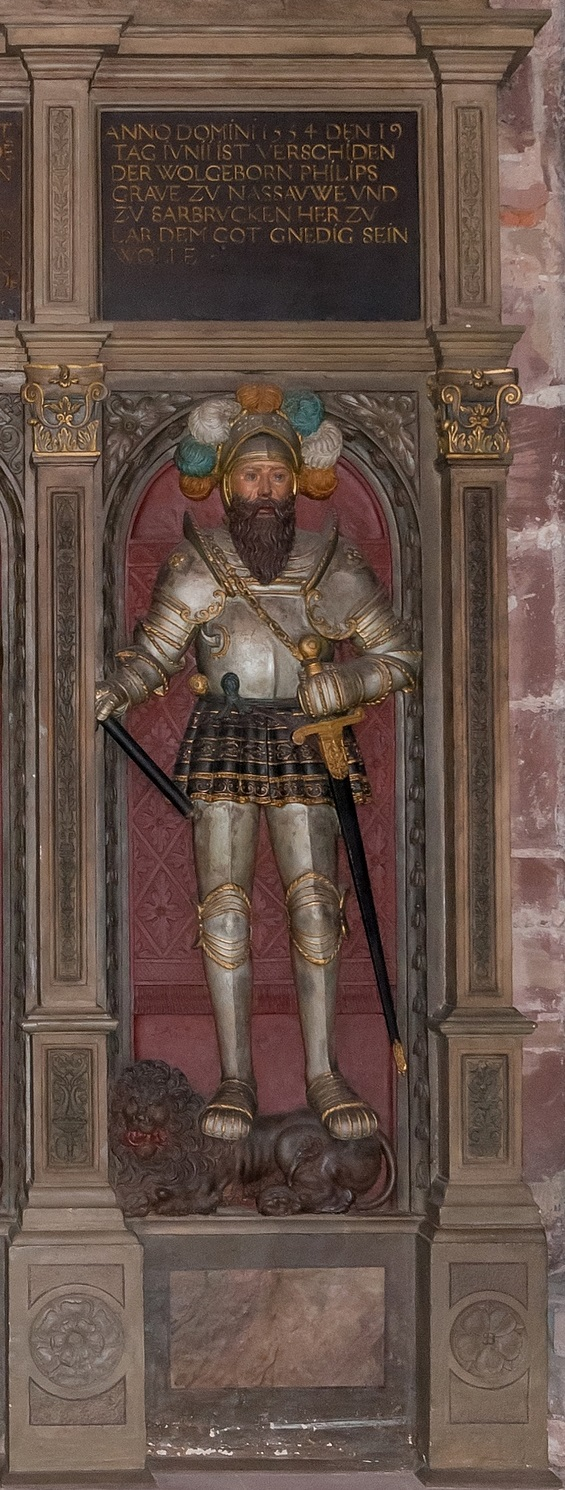
Graf Philipp II. von Nassau-Saarbrücken

Philipp II. von Nassau-Saarbrücken (* 25. Juli 1509 in Saarbrücken; † 19. Juni 1554 in Straßburg) war Graf von Saarbrücken.

## Familie
Er war der älteste Sohn des Grafen Johann Ludwig von Nassau-Saarbrücken und dessen zweiter Ehefrau Katharina von Moers-Saarwerden. Er selbst heiratete 1535 Katharina Apollonia von Leiningen-Hartenburg, Tochter des Grafen Emich IX. von Leiningen. Aus der Ehe gingen keine Kinder hervor.

## Leben
Graf Philipp wurde im katholischen Glauben erzogen. Er diente zwischen 1528 und 1543 dem Kurfürsten Ludwig V. von der Pfalz. In den Jahren 1543 bis 1545 war er Mitregent seines Vaters. Die Besitzungen wurden indes geteilt. Er selbst bekam die Grafschaft Saarbrücken. Die Brüder Johann IV. und Adolf teilten sich den Rest. Johann erhielt die Herrschaften Ottweiler und Homburg. Adolf erhielt unter anderem die saarbrückischen Anteile an der Herrschaft Kirchheim. Die Grafschaft Saarwerden blieb im gemeinschaftlichen Besitz. Der Vater behielt ein Viertel der Einkünfte.
Nach dem Tod des Vaters wurde die Erbteilung mit seinen Brüdern bestätigt. Philipp residierte nunmehr in Saarbrücken. Karl V. bestätigte bei der Durchreise in Saarbrücken den Besitz der Reichslehen und die Erbvereinigung der Brüder.

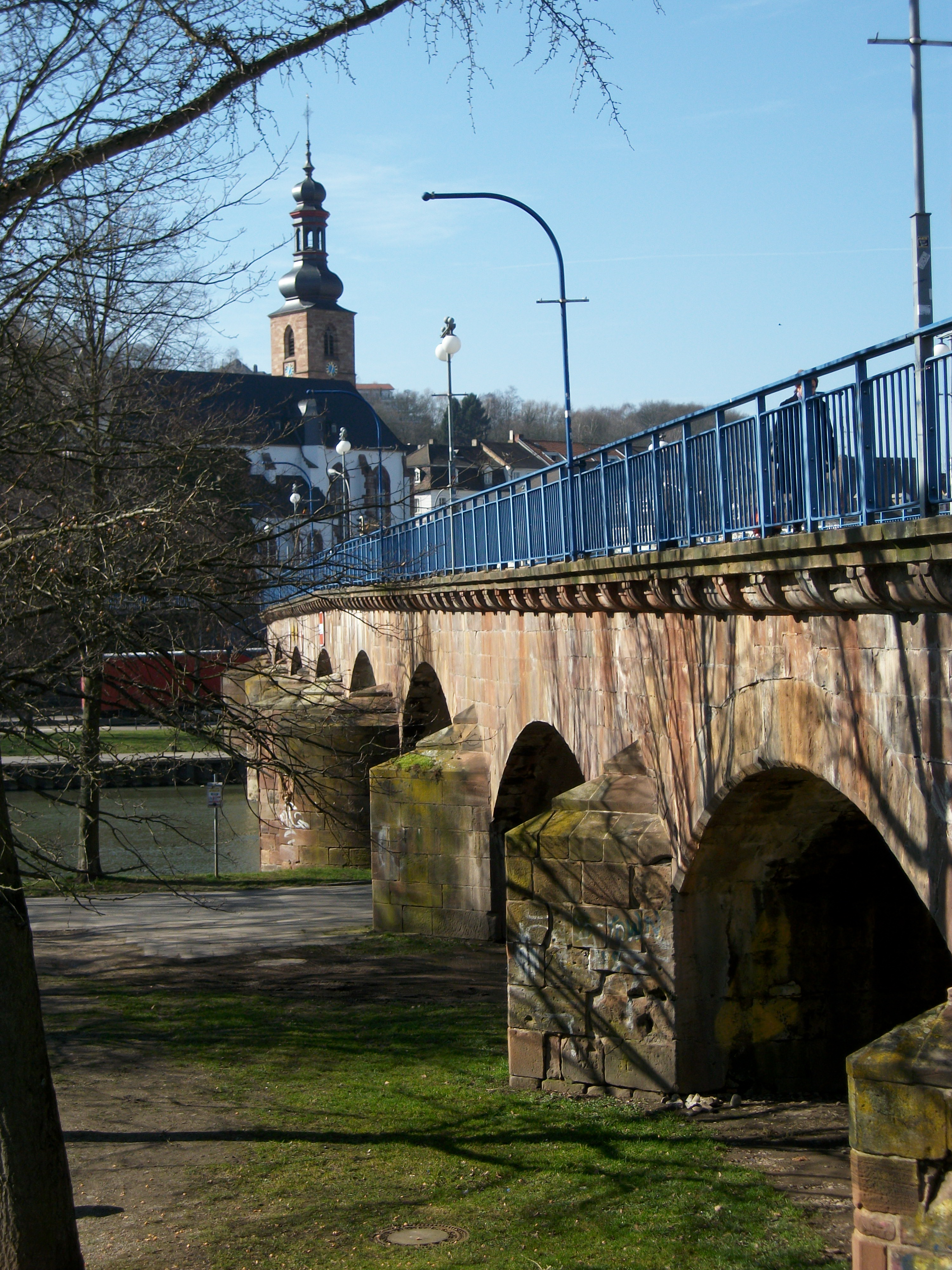
Alte Brücke in Saarbrücken, die älteste erhaltene Brücke im Saarland

Er hat sich an der Reichspolitik kaum beteiligt und widmete sich insbesondere der inneren Politik. In den Jahren 1547/48 ließ er als Ersatz für die bisherige Fähre in Saarbrücken die Alte Brücke aus Stein bauen. Um die Kosten von 20.000 Gulden aufzubringen, gestattete ihm der Kaiser eine Erhöhung der Zollgebühren. Im Jahr 1550 wurde eine Anstalt zur Armenspeisung eingerichtet. Dazu richteten er und seine Frau eine Stiftung mit einem Kapital von 2000 Gulden ein. Auch die Wasserversorgung von Saarbrücken hat er verbessert.
Daneben bemühte er sich um eine Arrondierung seines Herrschaftsgebiets. Wie schon sein Vater bemühte er sich, die von den Vorfahren als Lehen verliehenen Besitzungen zurückzukaufen oder zu tauschen. Im Jahr 1549 zwang er das Stift Sankt Arnual zu einem Vertrag. Darin gab das Stift seine bisherigen obrigkeitlichen Rechte auf. Der Versuch des Stifts dagegen beim Kaiser zu klagen, blieb erfolglos. Im Jahr 1550 setzte er die Schutzvogtei über die Abtei St. Nabor durch. Die Abtei St. Martin in Lubeln erwählte ihn ebenfalls zum Schutzvogt. Der Bischof von Metz verpfändete oder verkaufte ihm eine Reihe von Besitzungen. Weiterer Pfandbesitz kam vom Erzbischof von Trier. Bis auf die Herrschaft Blieskastel wurden diese wieder eingelöst. Um den Besitz von Blieskastel kam es zu einem Prozess vor dem Reichskammergericht.
In kirchlicher Hinsicht blieb Philipp katholisch. Der Graf schloss sich 1548 dem von Karl V. veranlassten Augsburger Interim an. Dazu kam es zum Abschluss eines besonderen Vertrages mit dem Kaiser. Beim Durchzug der kaiserlichen Heere beim Vor- und Rückmarsch zum Angriff auf Metz litt die Bevölkerung durch die Kaiserlichen und die nachrückenden Franzosen.
Im Jahr 1554 kam es zu einem Reformationsversuch im Stift St. Arnual durch Dekan Nikolaus Beuck. Einige Zeit später gab Philipp aus Gesundheitsgründen die Herrschaft an seine Brüder ab. Er starb kurze Zeit später in Straßburg.
Bestattet wurde er im Stift St. Arnual. Ein farbig bemaltes Grabdenkmal erinnert an ihn. Da Philipp kinderlos war, fiel sein Besitz an seine beiden Brüder.